# 開成 (郡山市)
開成（かいせい）は、福島県郡山市に所在する町丁である。郵便番号は963-8851。

## 地理
郡山市役所本庁所管地域である市街中心部に属する。北で桑野、朝日、北東角で緑町、東で豊田町、鶴見坦、菜根、南で桑野清水台、大槻町、西で台新、北西で島とそれぞれ隣接する。中心市街地西部に位置し、住居表示が実施されている。開成山公園以南より、南北に通る国道49号、東西に通る福島県道6号郡山湖南線沿線などを中心に南西へ広がる区画を範囲とし、北東の開成山公園敷地内に一丁目が、国道49号と東西に横断する文化通りを境に北側に東より二・三丁目、南側に東より四・五丁目、それらの更に南西側に六丁目が設置されている。幹線道路沿いに商業施設や公共施設などが立ち並び、それらの裏手に住宅地が広がる。開成に所在する郡山警察署開成山交番、および堂前町に所在する郡山消防署本署(一丁目）、大槻町に所在する針生救急署（二～六丁目）がそれぞれ管轄にあたる。

### 河川・湖沼
- 五十鈴湖

## 世帯数と人口
2024年1月1日現在の世帯数と人口は以下の通りである。
| 町丁 | 世帯数    | 人口    |
| ---- | --------- | ------- |
| 開成 | 2,932世帯 | 5,747人 |

## 小・中学校の学区
市立小・中学校に通う場合、学区は以下の通りとなる。
| 番地           | 小学校             | 中学校                 |
| -------------- | ------------------ | ---------------------- |
| 下記を除く全域 | 郡山市立開成小学校 | 郡山市立郡山第一中学校 |
| 二丁目1番      | 郡山市立薫小学校   | 郡山市立郡山第一中学校 |
| 一丁目2～4番   | 郡山市立芳山小学校 | 郡山市立郡山第二中学校 |

## 交通

### 道路
- 国道49号
- 福島県道6号郡山湖南線（はやま通り、文化通り）
- 福島県道142号河内郡山線（さくら通り）
- 福島県道143号仁井田郡山線
- 一級市道30号荒井八山田線（内環状線）
- 一級市道31号大町大槻線（静御前通り）
- 一級市道32号本町開成線（文化通り）

## 施設等
- 開成山公園
  - 郡山ヒロセ開成山陸上競技場
  - ヨーク開成山スタジアム
  - 郡山しんきん開成山プール
- 開成山大神宮
- 郡山女子大学
  - 郡山女子大学附属高等学校
  - 郡山女子大学附属幼稚園
- 福島県立安積高等学校
  - 安積歴史博物館
- 郡山市立開成小学校
- 郡山市開成館
- 開成地域公民館
- 安積疏水土地改良区
- ザ・ビッグ 開成店
- ウエルシア 郡山開成店